# Carlos Aranda
Carlos Reina Aranda (Málaga, Andalucía, España, 27 de julio de 1980), conocido deportivamente como Aranda, es un  exfutbolista español que se desempeñaba como delantero y su último club fue el CD El Palo.
Es el futbolista que ha jugado, junto con Sandro Ramírez, en mayor cantidad de equipos distintos en Primera División con un total de ocho. Con el Real Madrid nunca llegó a debutar en Liga, aunque si participó en dos encuentros de Liga de Campeones con el club madrileño.
En junio de 2019 la policía incluyó a Carlos Aranda en el Caso Oikos, una red de amaños en el fútbol español, en la que se encontraba para blanquear el dinero que él y su familia sacaban de la venta de drogas. En 2021 se le volvió a detener por pertenencia a organización criminal, de la que era el líder, en una operación contra el cultivo de marihuana en Málaga.

## Trayectoria

### Inicios
Se formó en las inferiores del CD El Palo, desde donde pasó al Real Madrid Castilla y aunque no llegó a disputar partidos de liga con el primer equipo, sí debutó en la Liga de Campeones de la UEFA en un partido contra el Molde de Noruega, el 3 de noviembre de 1999. El 30 de octubre de 2001 jugó su segundo partido en la máxima competición continental ante el Lokomotiv de Moscú. En ambas ocasiones el Real Madrid Club de Fútbol se alzó con el título continental.
En la temporada 2001/2002 fue cedido al Club Deportivo Numancia de Soria de Segunda división española en el mercado invernal, donde contribuyó a salvar a su equipo del descenso a Segunda B en la penúltima jornada en un año calamitoso del conjunto soriano. Su buena temporada le sirvió de trampolín para jugar en el Villarreal Club de Fútbol de Primera división de España con un contrato de cinco años, con una cláusula que estipulaba que si el jugador era transferido a otro equipo, en ese tiempo el Real Madrid Club de Fútbol recibiría el 50% de la transacción. El Villarreal Club de Fútbol consiguió quedar subcampeón de la Copa Intertoto en 2002, año de incorporación del delantero.

### Problemas en Villarreal CF y Albacete Balompié
De nuevo fue cedido en el mercado invernal al no contar con minutos con el Submarino Amarillo, y el jugador eligió jugar de nuevo en el Club Deportivo Numancia de Soria sin opción de compra, con la esperanza de poder jugar más con su equipo la siguiente temporada. No obstante, ese verano fue cedido de nuevo, esta vez al Albacete Balompié, conjunto de Primera en la temporada 2003/2004, donde su buen rendimiento le permitió ganarse el cariño de la afición de El Queso Mecánico. 
Al término de la campaña fichó por el Sevilla Fútbol Club, con el que jugó la Copa de la UEFA, aunque no estuvo tan bien como en el Albacete Balompié. Con la llegada de los delanteros Saviola y Frédéric Kanouté al conjunto de Nervión, el malagueño fue cedido de nuevo sin opción de compra al Albacete Balompié, ahora en segunda, durante la temporada 2005/2006. Sin embargo, el club le apartó del equipo acusado de indisciplina por sus salidas nocturnas, algo que Aranda se empeñó en desmentir, hasta el punto de afirmar que el club había manchado su imagen. Obligado a comparecer en rueda de prensa, declaró públicamente que se iría en cuanto tuviese ocasión. 
Así, llega libre del Sevilla Fútbol Club al Real Murcia Club de Fútbol en 2006 con un contrato por una temporada con opción a dos más, con la intención de olvidar los problemas con sus anteriores equipos y empezar de cero. Ese año logra el ascenso a Primera División con su nuevo equipo, habiendo colaborado con 11 goles, 8 de ellos de penalti.

### Llegada al CD Numancia
Sin embargo, continuó en Segunda División de España tras comprometerse con el proyecto del Granada 74 por dos temporadas. Pero en Granada permaneció una sola temporada, tras descender el equipo a Segunda División B. Inició la temporada 2008/09 sin equipo, entrenando con el Club de Futbol Gavà, hasta que en diciembre de 2008 se comprometió con el Club Deportivo Numancia de Soria de Primera División de España, iniciando así su tercera etapa en el club soriano. En unas pocas jornadas ya había marcado varios goles fundamentales para el Club Deportivo Numancia de Soria y se convirtió en parte importante del equipo.

### Etapa en CA Osasuna
Tras finalizar la temporada 08/09, y después de haberse confirmado el descenso del CD Numancia de Soria a la categoría de plata, el nombre de Carlos Aranda se revalorizó. El equipo al que llegó finalmente fue Club Atlético Osasuna, tras una intensa negociación, por expreso deseo de José Antonio Camacho, que le consideraba pieza importante de su nuevo proyecto.
El Club Atlético Osasuna llegó a un acuerdo con el Club Deportivo Numancia de Soria para la cesión de Kike Sola al conjunto soriano y el fichaje de Carlos Aranda por el club rojillo por una cantidad cercana a 1.200.000 euros.
En el año 2011, Aranda ficha por el Levante Unión Deportiva, jugando un total de 7 partidos. A la apertura del mercado invernal, Aranda se desvincula del Levante Unión Deportiva y llega con la carta de libertad al Real Zaragoza, equipo por el que ficha hasta final de temporada con opción a una más.

### Fin de etapa en Zaragoza y llegada a Granada
El 16 de enero de 2013 se confirma el fichaje del delantero por el club andaluz tras varias semanas de rumores sobre la marcha del delantero malagueño del club maño, poniendo fin a su etapa en el Real Zaragoza e iniciando una nueva aventura en el Granada Club de Fútbol.

### Récord de equipos en Primera División
Tras debutar el 19 de enero de 2013 con el Granada Club de Fútbol en el Estadio de Los Cármenes en la victoria rojiblanca por 2 goles a 0 ante el Rayo Vallecano de Madrid, Aranda se convierte en el primer jugador de la historia de la liga en formar parte de  8 equipos diferentes de la Primera División de España superando de este modo a Castor Elzo, Carreras y Miquel Soler que jugaron hasta en 7 equipos diferentes. El Granada CF pasó a ser su octavo equipo en primera, tras un traspaso en el mercado de invierno de la temporada 2012-2013. En la temporada 2023-24 el jugador canario Sandro Ramírez igualó el récord de Aranda.

### UD Las Palmas y vuelta al Numancia
El 2 de septiembre de 2013 la UD Las Palmas se hizo con los servicios del delantero malagueño que llega libre del Granada tras rescindir su contrato firmando por 2 años por el club isleño. La siguiente temporada rescinde su contrato al no entrar en los planes del nuevo cuerpo técnico comandado por el entrenador Paco Herrera. Tras unos meses sin equipo el 8 de octubre vuelve al CD Numancia, club con el que firmó por dos años. En febrero de 2015 rescindió su contrato.

### CD El Palo
El 5 de noviembre de 2016 Carlos Aranda volvió al fútbol para defender los colores del equipo de su barrio de Málaga,  CD El Palo.

## Clubes
| Club                       | País   | Año       | Part. | Goles |
| -------------------------- | ------ | --------- | ----- | ----- |
| Real Madrid C              | España | 1998-2000 | 23    | 8     |
| Real Madrid                | España | 1999-2000 | 1     | 0     |
| Real Madrid Castilla       | España | 2000-2002 | 37    | 16    |
| Real Madrid                | España | 2001-2002 | 1     | 0     |
| CD Numancia                | España | 2002      | 13    | 3     |
| Villarreal CF              | España | 2002-2003 | 10    | 3     |
| CD Numancia                | España | 2003      | 15    | 5     |
| Albacete Balompié          | España | 2003-2004 | 25    | 8     |
| Sevilla FC                 | España | 2004-2005 | 21    | 4     |
| Albacete Balompié          | España | 2005-2006 | 26    | 10    |
| Real Murcia                | España | 2006-2007 | 27    | 12    |
| Granada 74                 | España | 2007-2008 | 18    | 7     |
| CD Numancia                | España | 2008-2009 | 20    | 8     |
| CA Osasuna                 | España | 2009-2011 | 49    | 13    |
| Levante UD                 | España | 2011      | 8     | 1     |
| Real Zaragoza              | España | 2012      | 24    | 1     |
| Granada Club de Fútbol     | España | 2013      | 17    | 1     |
| Unión Deportiva Las Palmas | España | 2013-2014 | 30    | 7     |
| CD Numancia                | España | 2014-2015 | 8     | 3     |